# Vabé
Vabé és una beguda aperitiva de la categoria de vins dolços naturals. D'origen nord-català, pertany ara al grup comercial francès Pernod Ricard.
Inventat el 1948, és fabricat amb els varietats moscatell, garnatxa, macabeu i malvasia de la denominació ribesaltes. Els mosts d'aquestes son fermentades, mesclades amb alcohol, i envellides durant a mínim tres anys. El producte final té un color vermellós i un 16% d’alcohol, i es begut fresc, entre 10 i 12 graus Celsius.
El seu eslògan tradicional era un joc de paraules entre el francès i el català: Qui boit Vabé va bien ("Qui beu Vabé va bé").